# Megachile flavipennis
Megachile flavipennis är en biart som beskrevs av Smith 1853. Megachile flavipennis ingår i släktet tapetserarbin, och familjen buksamlarbin. Inga underarter finns listade i Catalogue of Life.